# Interstellar Experience
Interstellar Experience – drugi album niemieckiego thrashmetalowego zespołu Assassin, wydany w 1988. 
Płyta została nagrana w styczniu 1988 w Music Lab Studios w Berlinie Zachodnim, mastering odbył się w SST Brüggemann GmbH we Frankfurcie nad Menem. Materiał wydała firma Steamhammer Records, z którą zespół był związany niemal przez całą swoją działalność.
Album zawiera osiem krótkich utworów i trwa zaledwie 28 minut. Pod względem gatunku jest to thrash metal, jednak styl grupy zmienił się w porównaniu z debiutem The Upcoming Terror z 1987. Wpływ na zmianę, poza naturalną ewolucją muzyczną zespołu, miały roszady w składzie. Z Assassin odszedł gitarzysta Jürgen "Scholli" Scholz (w jego miejsce przyszedł Michael Hoffmann), a Frank Nellen zastąpił na perkusji Andreasa "Psycho Dangera" Süthera.
Na Interstellar Experience słychać mniej niż na debiucie inspiracji rodzimymi, niemieckimi formacjami (Sodom, Destruction), za to więcej zespołami amerykańskimi, zwłaszcza Anthrax, Nuclear Assault, Sacred Reich oraz D.R.I. Kompozycje są szybsze niż na debiucie. Brzmienie stało się potężniejsze, bardziej gitarowe, a praca sekcji rytmicznej bliższa gatunkowi hardcore punk. Całość uzupełnia krzykliwy, agresywny wokal Roberta Gonnelli.
Teksty zajmują się tematami typowymi dla gatunku (przemoc wobec człowieka, okrucieństwo wojen, gniew przeciwko tyranii). Abstract War opisuje sytuację żołnierzy w okopie zaatakowanych gazami bojowymi (stosowanymi podczas I wojny światowej) i ma wydźwięk antywojenny. Historyczny charakter ma też kompozycja A Message to Survive, zawierająca wezwanie do zniszczenia żelaznej kurtyny i muru berlińskiego (Iron curtain has to break, Berlin wall has to fall – Żelazna kurtyna musi zostać zerwana, mur berliński musi upaść). Jeszcze bardziej pacyfistyczny i publicystyczny charakter ma utwór Resolution 588, wprost nawiązujący do wojny irańsko-irackiej z lat 1980-1988 i rezolucji Rady Bezpieczeństwa ONZ w sprawie konfliktu. Znalazło się jednak miejsce także na teksty mniej zaangażowane, obyczajowe (Junk Food).
Na albumie znalazły się również dwa utwory instrumentalne: tytułowy oraz Pipeline, cover kompozycji The Chantays z 1962, będący rodzajem żartu muzycznego. 
Płyta nie przyniosła muzykom Assassin spodziewanego sukcesu. Po świetnie przyjętym debiucie fani tym razem zareagowali chłodniej, rozczarowani zmianą stylu i brzmienia. Rok po ukazaniu się Interstellar Experience grupa rozpadła się. Bezpośrednim powodem rozwiązania było włamanie do sali prób i kradzież sprzętu. Członkowie zespołu nie mieli wówczas środków na zakup nowych instrumentów. 
Reaktywacja nastąpiła w 2002, ale w mocno przebudowanym składzie. Na trzecią płytę fani grupy czekali aż siedemnaście lat, do 2005.

## Lista utworów
1. Abstract War – 5:14
2. AGD – 4:12
3. A Message to Survive – 3:18
4. Pipeline – 1:24
5. Resolution 588 – 4:14
6. Junk Food – 3:38
7. Interstellar Experience – 3:33
8. Baka – 2:30

## Twórcy
- Robert Gonnella – wokal
- Dinko Vekić – gitara
- Michael Hoffmann – gitara
- Markus „Lulle” Ludwig – gitara basowa
- Frank Nellen – perkusja